# Coina
Coina is een plaats (freguesia) in de Portugese gemeente Barreiro en telt 1.576 inwoners (2001).